# Team Seas
Team Seas, còn được viết là  #TeamSeas hay TeamSeas, là một dự án gây quỹ hợp tác quốc tế được tạo bởi hai YouTuber là MrBeast và Mark Rober, tiếp nối theo sự thành công của #TeamTrees. Mục tiêu của dự án này là dọn dẹp 30 triệu pound (13.6 triệu kg) rác thải đại dương vào cuối năm 2021. Quỹ từ thiện này được hợp tác với Ocean Conservancy và The Ocean Cleanup .

## Tổng quan
Sau thành công của Team Trees, MrBeast và Mark Rober muốn làm một dự án riêng biệt, lần này là dọn dẹp rác thải bên đại dương và các bãi biển. MrBeast đã thông báo vào 13 tháng 2 năm 2020 rằng để kỷ niệm 30 triệu người đăng ký, anh sẽ đưa ra một dự án tương tự để dọn dẹp 30 triệu pound rác thải ra khỏi các đại dương. Đến ngày bắt đầu của Team Seas, các quyên góp vẫn sẽ được nhận tại trang web Team Trees và quá trình trồng cây vẫn sẽ được cập nhật ở đấy.

## Lan tỏa
Team Seas quyết tâm bỏ 30.000.000 pound (14.000.000 kg) rác thải đại dương đến cuối năm 2021 bằng việc gây quỹ 30 triệu đô la.

## Người tham dự
Hàng nghìn người trên internet và mạng xã hội đã tạo ra các nội dung về TeamSeas để ủng hộ dự án này và để cho nhiều người biết thêm về dự án trên, Nó bao gồm các người sáng tạo nội dung trên 145 quốc gia với hơn 1 tỷ người theo dõi, trong đó còn có các công ty nổi tiếng đã thể hiện sự ủng hộ của họ đối với dự án này.

## Hiện trạng
Chỉ trong vòng 1 tiếng kể từ khi dự án được ra mắt, TeamSeas thu nhận được hơn 1 triệu đô la Mỹ.
Youtube Originals cũng đã đóng góp 400 nghìn đô la Mỹ.

## Quyên góp
Vào ngày 29 tháng 10 năm 2021, Royal Caribbean International quyên góp $100,000 cho nỗ lực này. YouTube Originals đồng ý quyên góp $400,000 vào quỹ từ thiện. Tổ chức Bikoff Foundation cũng đưa mọi sự quyên góp của mình đến dự án vào ngày 30 tháng 10 năm 2021, cho đến khoảng 1 triệu pound. Vào 1 tháng 11 năm 2021, Tobi Lütke, CEO của Shopify, quyên góp $1,200,001, vượt qua mốc $1,000,001 mà anh quyên góp cho Team Trees.
Dogecoin cho phép quyên góp qua loại tiền ảo này và cũng đang bán đấu giá một bộ nghệ thuật NFT, với tất cả tiền thu được quyên góp vào dự án. Vào 2 tháng 11 năm 2021, Patreon, đưa ra các cuộc quyên góp vào ngày 2 tháng 11 năm 2021, cho đến 500,000 pound và quyên góp vào 3 tháng 11 năm 2021.